# Rašíd Ridá
Rašíd Ridá či Muhammad Rašíd ibn ʿAlí Ridá (23. října 1865 Sýrie – 22. července 1935 Egypt) byl islámský reformátor, redaktor islámského časopisu al-Manár (arabsky Maják), a nejvýznamnější žák Muhammada Abdo a Džamáluddína Afgháního. Byl též inspirací pro Hasana al-Banná a Sajjida Qutba.

## Životopis
Rašíd Ridá se narodil ve vsi al-Kalamún, která leží zhruba 5 km jižně od centra libanonského Tripolisu. Pocházel z velmi zbožné rodiny významných muslimských ulamá, většina mužských členů jeho rodiny byli šejkové. V rodné ovci navštěvoval islámskou základní školu, maktab, kde se naučil číst a recitovat Korán. Nato byl poslán do Rušdího základní národní školy v Tripolisu (Rushdiyya National Primary School in Tripoli). Tam studoval arabskou gramatiku, matematiku, základy geografie, islámskou víru, islámské rituály, a turečtinu. Školu ovšem po roce opustil, protože většina výuky probíhala v turečtině. Posléze nastoupil do Národní islámské školy v Tripolisu (National Islamic School), kterou založil šajch Husajn al-Džisr (1845–1909). Zde studoval jak tradiční muslimskou teologii, tak evropské jazyky, matematiku a filosofii. Tady byl poprvé vystaven vlivu písemnictví Muhammada Abdo a Džamáluddína Afgháního, a to prostřednictvím panislámskému a antikolonialistickému časopisu al-ʿUrwa al-Wuthká, který Abdo a Afghání vydávali v Paříži od roku 1884. Tento časopis v něm probudil jeho životní poslání oživit islám. Pokoušel se kontaktovat s Afgháním, který se mezitím přestěhoval do Istanbulu a žil pod dohledem sultanáta Abdulhamida II., tudíž mu jeho dopisy nepřišly. Roku 1894 Abdo krátce navštívil Tripolis a Ridá jej všude doprovázel.
Po Afgháního smrti roku 1897 Ridá odešel do Káhiry, aby se spojil s někdejším Afgháního žákem, a sice Muhammadem Abdo. Ridá se stal jeho věrným žákem a následovníkem. V roce 1898 založili časopis al-Manár, který měl šířit jejich reformní myšlenky a současně ideje hnutí Salafíja v Egyptě. Salafíja se odvolávala na al-salaf, praotce islámu, neboť chtěla obnovit Islám zevnitř. Islámské učení omezovala na Korán a sunnu jako jediné směrnice pro život. Hnutí Salafíja je předchůdcem jak dnešního reformního a liberálního pojetí islámu, tak i fundamentalismu a jeho výzev k čerpání ze šaríy.
Ridá se po vzoru Afgháního a Abdo zajímal o fungování islámského společenství jako celku, proč umma ve srovnání se Západem upadá. Nabádal proto reformní ulámá, aby následovala Abdo, jeho návrat ke Koránu a sunně, a reinterpretovala islámské prameny v kontextu moderní doby. Nejdříve se v al-Manáru útočil na konzervativní ulamá, shromážděné kolem Univerzity al-Azhar v Káhiře. Ridá obviňoval duchovní z toho, že podlehli vlivu státu a selhali v obraně a rozvoji islámu. Od 20. letech 20. století Ridá býval stále více radikální a současně konzervativní, varoval před sekularismem a liberálním nacionalismem Západu. Svými postoji se blížil k rigorózní Hanbalovské právní škole ze 9. století, kterou plně rozvinul Ibn Tajmíja (1263–1328) a znovu oživil Muhammad ibn ʿAbd al-Wahhab (1703–1792). Mezi al-Wahhabovy vyznavače patřili i panovníci nově ustavené Saúdské Arábie, kteří Ridu finančně podporovali.

### Postoj k chalífátu, politická angažovanost
Během raných let s Afgháním, Abdo ustoupil od otevřené politiky, ale Ridá často kritizoval osmanské, arabské politiky. Vládu sultána Abdulhamida II. v Sýrii považoval za represivní. V al-Manáru uveřejnil útočné články ʿAbda al-Rahmána al-Kawákibího proti Abdulhamidovi II. a příspěvky, které vyzývaly k obnově chalífátu pod vedením Arabů. Doufal také, že změněné okolnosti po mladoturecké revoluci roku 1908 mu umožní otevřít školu šířící islámskou propagandu, rok svého života proto strávil v Istanbulu. Nakonec však zamýšlenou školu otevřel v Káhiře, a to až v roce 1912. Mezitím jako člen družení Ottoman Decentralization Society protestoval proti zpřísnění státního dohledu Turecka nad arabskými provinciemi. Po světové válce, kdy Mustafa Kemal Atatürk zrušil osmanský sultanát a hned nato i chalifát, v al-Manáru otiskl sérii studií o chalífátu a možnostech jeho obnovení. Ridá účastnil islámských chalífátských kongresů v Mekce a Káhiře v roce 1926, které ovšem nepřinesly nic než jen rozbroje mezi Saúdskou Arábií a Egyptem, pretendenty na vůdce islámského světa. Naposledy se Ridá se účastnil Světového islámského kongresu roku 1931 v Jeruzalému.
Ridá jako Sýřan poznamenaný osmanskou vládou měl větší potřebu obhajovat arabský nacionalismus než Íránec Afghání nebo Egypťan Abdo. Uveřejňování příspěvků al-Kawákibího, ale i jeho vlastních, mu dopomohly získat post prezidenta syrského shromáždění, které roku 1920 vyhlásilo krátkodechou nezávislost Syrského arabského království pod vládou Fajsala I. Hášimího. Tato národně emancipační snaha arabského obyvatelstva byla zmařena francouzskými intervenčními vojsky. Ridá pak odcestoval do Ženevy, kde sídlila Společnost národ, aby vznesl protest proti mandátu Francie a Velké Británie okupovat arabská území na Blízkém východě, jak bylo dojednáno na Pařížské mírové konferenci a konferenci v San Remu po první světové válce.

### Ridá jako inspirace
Ridův vliv v posledních letech života značně poklesal. Jeho smrt v roce 1935 vzbudila jen malou pozornost. Přímým dědicem jeho myšlenek byl Hassan al-Banná, který roku 1928 v Egyptě založil Muslimské bratrstvo. Al-Banná obdivoval Ridův islámský aktivismus a jeho striktní interpretaci šaríy.
Ridá představoval neobvyklou směs bázlivosti a bojovnosti. Postrádal však charisma jako měli předešlí Afghání a Abdo a následně po něm al-Banná. Jeho práce dnes nepatří k nejčtenějším, nicméně byl základním článkem řetězu islámských aktivistů od Džamáluddína Afgháního a Muhammada Abdo k Hasanovi al-Banná a Sajjidu Qutbovi.

## Dílo
Během svého života napsal mnoho článků do al-Manáru, vedle toho ovšem uveřejňoval i delší práce. Nejvýznamnější jsou:
- Al-chiláfa wa al-imáma al-ʿuzmá (Chalífát aneb nejvyšší imámat, Káhira 1923)
- Al-wahhábijjún wa ʾl-Hidžáz (Wahabbité a Hidžáz, Káhira 1925–1926)